# Municipio de Rutland (Dakota del Norte)
El municipio de Rutland (en inglés: Rutland Township) es un municipio ubicado en el condado de Sargent en el estado estadounidense de Dakota del Norte. En el año 2010 tenía una población de 55 habitantes y una densidad poblacional de 0,6 personas por km².

## Geografía
El municipio de Rutland se encuentra ubicado en las coordenadas 46°3′31″N 97°33′40″O / 46.05861, -97.56111. Según la Oficina del Censo de los Estados Unidos, el municipio tiene una superficie total de 92.38 km², de la cual 91,72 km² corresponden a tierra firme y (0,71 %) 0,66 km² es agua.

## Demografía
Según el censo de 2010, había 55 personas residiendo en el municipio de Rutland. La densidad de población era de 0,6 hab./km². De los 55 habitantes, el municipio de Rutland estaba compuesto por el 100 % blancos. Del total de la población el 0 % eran hispanos o latinos de cualquier raza.